# Скочиляс Любомир Степанович
Любомир Степанович Скочиляс (* 1 квітня 1973, Судова Вишня) — український політолог, вчений, громадський діяч, редактор. Президент Суспільно-гуманітарного консорціуму «Генеза» (Львів), заступник директора Центру політичних досліджень. Керівник інтернет-видання «Поступ» та редактор інтернет-видання КуПол [Архівовано 23 березня 2022 у Wayback Machine.] (Культура і Політика).
Кандидат політичних наук, доцент кафедри політології ЛНУ ім. Івана Франка (читає курси «Соціологія громадської думки», «Політичний аналіз та прогнозування» та «Політична соціологія»).
Також займається політичною аналітикою і періодично виступає як експерт щодо виборчих кампаній і тактики політичних сил та персоналій.